# Tongatapu
Tongatapu è una divisione delle Tonga con 74 454 abitanti al censimento 2021. Il capoluogo è Nukuʻalofa, anche capitale del Regno di Tonga.
Il gruppo di isole di Tongatapu si trova nella zona meridionale delle Tonga ed è l'isola più popolosa del paese, circa il 70% della popolazione nazionale, su 260 km². La sua altitudine massima è di 28 m sul livello del mare. Tongatapu è il centro del governo di Tonga e la sede della sua monarchia.

## Storia

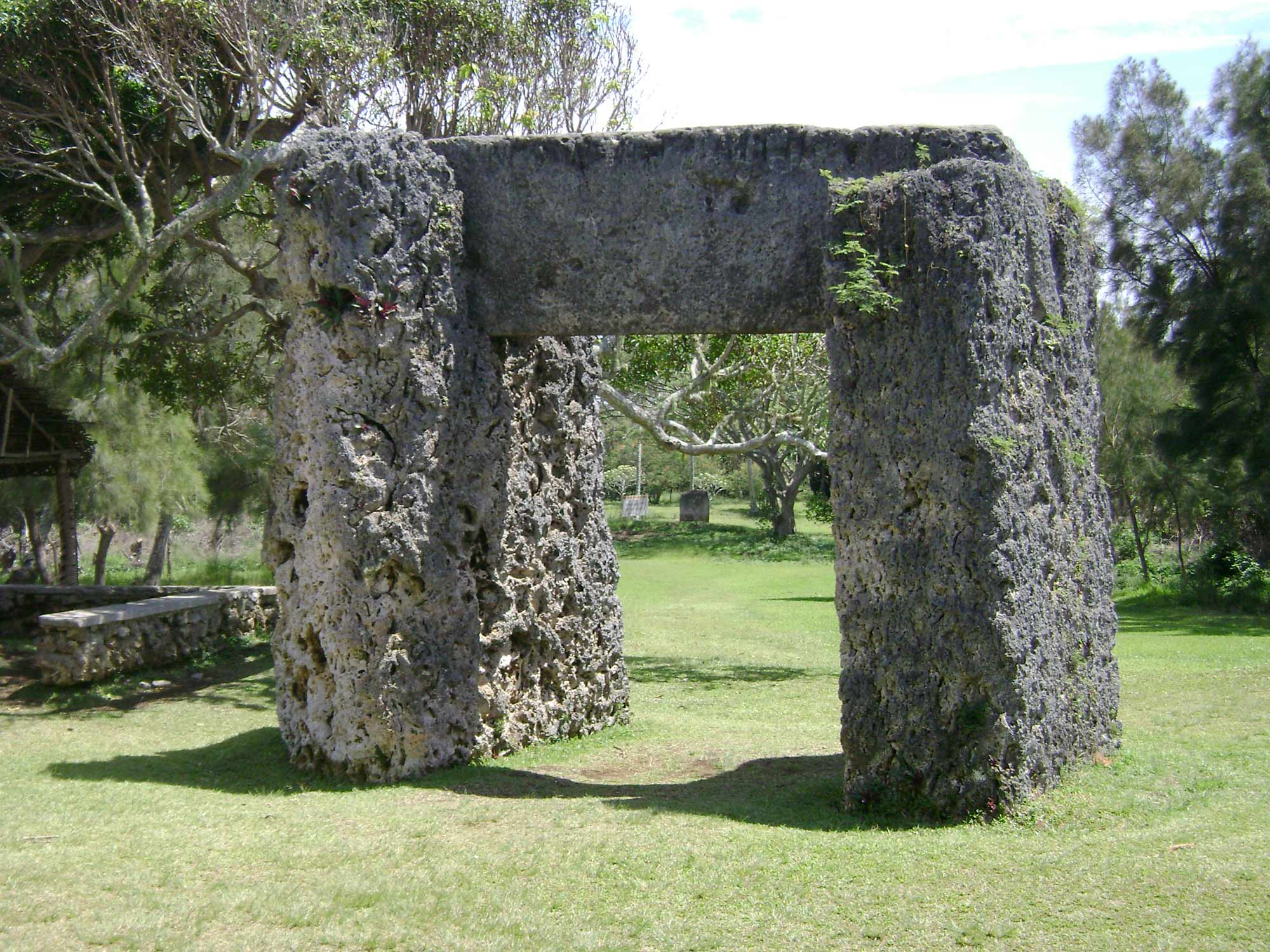
L'arco in pietra Haʻamonga ʻa Maui.

Tongatapu è noto per avere una delle più alte concentrazioni di resti archeologici del Pacifico. Le prime tracce di ceramica Lapita trovate a Tonga risalgono al 900-850 a.C. circa, 300 anni dopo la fondazione dei primi insediamenti a Tonga. L'archeologo David Burley ha scoperto le ceramiche intorno alla laguna di Fanga'uta.
Tongatapu è sempre stata la sede della capitale dell'Impero Tu'i Tonga. Poco si sa di Toloa, la prima capitale circa 1 000 anni fa nell'area in cui si trova oggi l'aeroporto di Fuaʻamotu. Anche dalla seconda capitale Niutoua (Heketa) sulla costa nel nord-est dell'isola è rimasto solo un arco in pietra (Haʻamonga ʻA Maui).
La terza capitale, dal 1220 al 1851, circa nell'odierna città di Mu'a, può vantare numerosi monumenti tradizionali. Ci sono più di 28 tumuli funerari reali (risalenti al XII secolo circa), che vanno da semplici tumuli di terra a strutture rettangolari a terrazze in pietra.

### L'arrivo degli europei
Tongatapu è stata avvistata per la prima volta dagli europei il 20 gennaio 1643 da Abel Tasman al comando di due navi, la Heemskerck e la Zeehaen, commissionate dalla Compagnia olandese delle Indie orientali di Jakarta. Tasman la chiamò l'isola di Amsterdam, a causa della sua abbondanza di rifornimenti.
Il comandante James Cook vistirò l'isola più volte tra il 1773 ed il 1777. La prima menzione del nome Tongatapu (scritto "Tongataboo" nel testo) fu di James Cook nel 1777, mentre scriveva le sue memorie. I balenieri britannici e americani erano visitatori regolari dell'isola per provviste, acqua e legna.

### Storia recente
Durante la Seconda guerra mondiale fu sede di una base militare americana. La richiesta d'insediamento a Tongatapu venne presentata dall'ammiraglio King nel marzo del 1942, allo scopo di farne una posizione strategica protettiva dei convogli diretti in Australia insieme con l'isola di Éfaté, in posizione simmetrica rispetto alle Figi.

## Geografia antropica

### Suddivisioni amministrative
La divisione è suddivisa in 7 distretti:
- Kolomotu'a - 16 826 abitanti
- Kolofo'ou - 17 294 abitanti
- Vaini - 13 246 abitanti
- Tatakamotonga - 7 216 abitanti
- Lapaha - 7 353 abitanti
- Nukunuku - 8 220 abitanti
- Kolovai - 4 299 abitanti

## Geografia

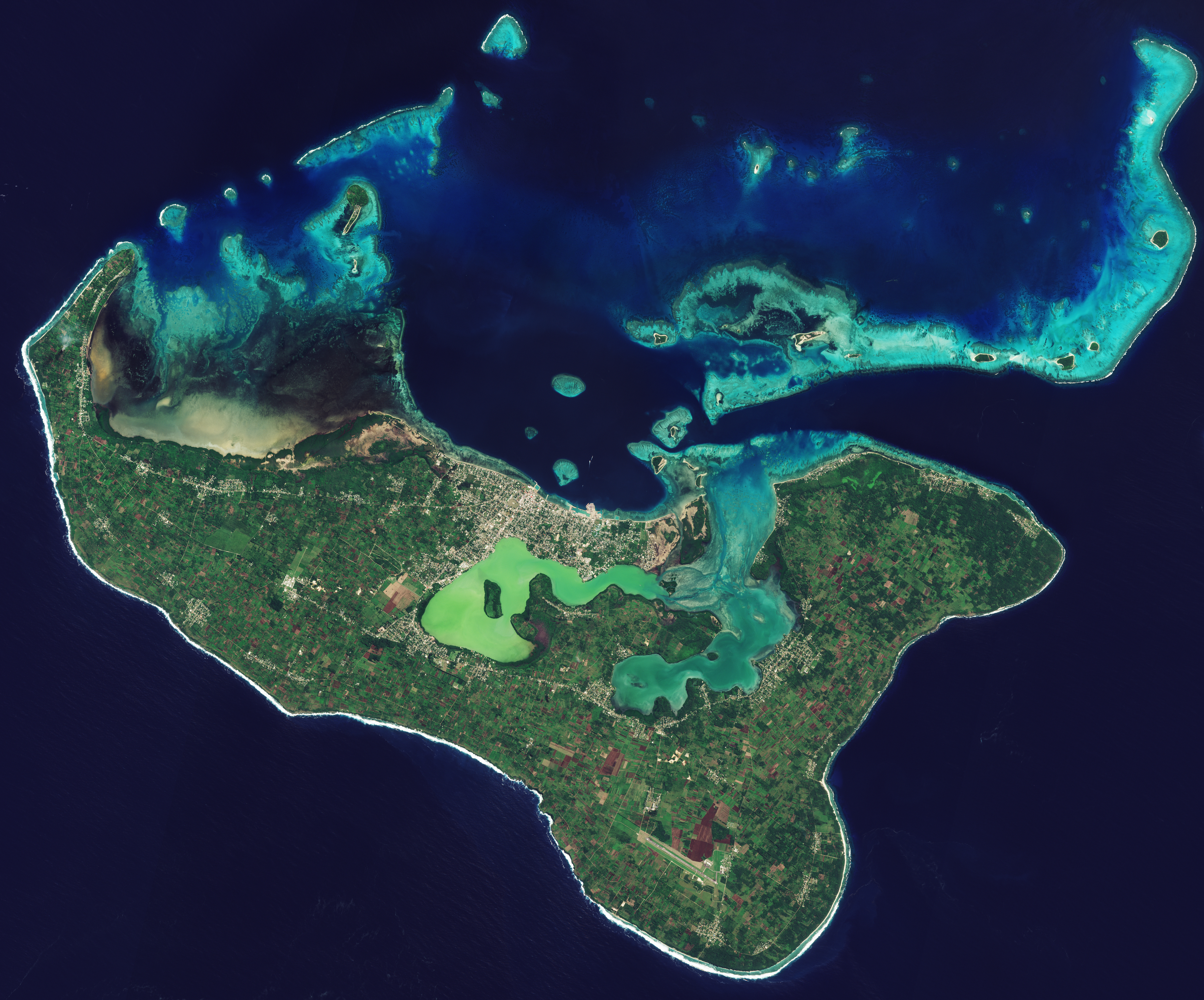
Immagine satellitare (2016) dell'isola principale Tongatapu e delle isole minori a nord.

L'isola principale Tongatapu ha una superficie di 257,03 km² e piuttosto piatta, poiché si è formata con calcare corallino. L'isola è ricoperta da un terreno fertile e denso costituito da cenere vulcanica proveniente dai vulcani vicini. Sulla ripida costa del sud, le altezze raggiungono una media di 35 m diminuendo gradualmente verso nord. 

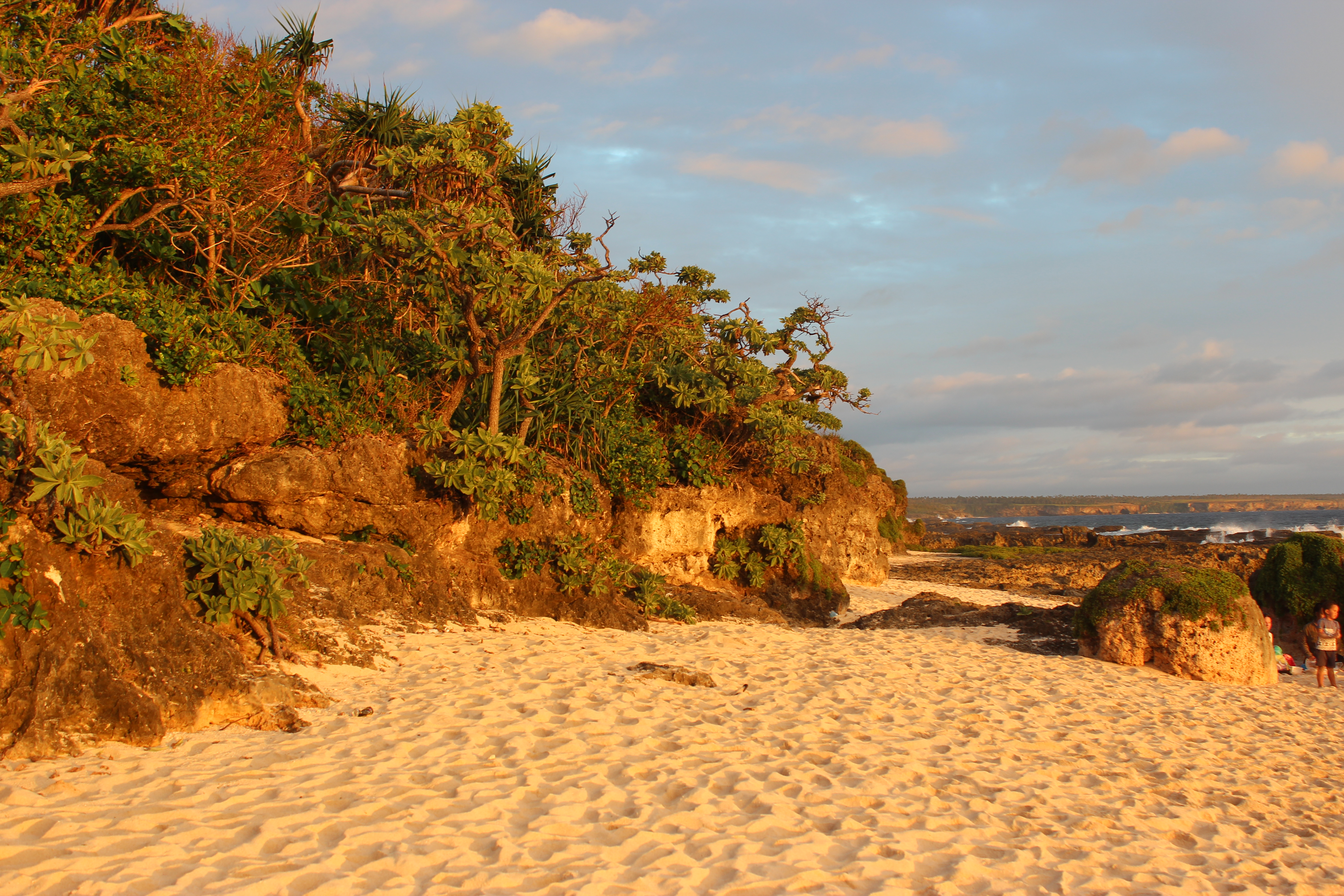
Spiaggia sulla costa sud di Tongatapu.

A nord dell'isola ci sono molte piccole isole isolate e barriere coralline che si estendono fino a 7 km dalle coste di Tongatapu. Le lagune quasi completamente chiuse di Fanga'uta e Fangakakau sono importanti luoghi di riproduzione per uccelli e pesci poiché vivono all'interno delle mangrovie che crescono intorno alle rive della laguna. Le lagune sono state dichiarate Riserva Naturale nel 1974.

### Isole del gruppo Tongatapu
- Tele-ki-Tokelau
- Tele-ki-Tonga
- Tongatapu
- Fafā
- Fukave
- Kanatea
- Makaha'a
- Malinoa
- Manima
- Mata'aho
- Monūafe

- Motutapu
- Mo'unu
- Mo'ungatapu
- Ngofonua
- Nuku
- Nukunukumotu
- Oneata
- Pangaimotu
- Polo'a
- Talakite
- Tau

- Toketoke
- 'Atā
- Atatā
- Tufuka
- Velitoa
- 'Alakipeau
- 'Eueiki
- 'Onevai
- 'Onevao
- 'Ata